# Мосасаурус
Мосасаурус је врста изумрлих водених гмизаваца. Године 1786. научници су дошли до необичног открића. У каменолому у близини Мастрихта, у Холандији( Низоземска), су нађене огромне виличне кости. После много година, научници су утврдили да те кости припадају једној врсти џиновских водених гуштера званих мозасаури. Та створења су живјела пре око 70 милиона година кад је ова област била под водом. Године 1998. научници који су истраживали исти каменолом су дошли до другог важног открића: скоро читавог скелета мозасаура. Скелет је био дуг око 14 метара.

## Име
Кости мозасаура пронађене 1786. године су изазвале велико узбуђење међу европским научницима. Научник Питер Кампер је сматрао да је ријеч о киту, али је његов син касније утврдио да је ријеч о џиновском гуштеру. Француски палеонтолог, барон Жорж Кувије, назвао га је мозасаур. Ово име значи „гуштер из реке Мозе’’( река која протиче кроз Мастрихт).

## Мозасаури
Постоји 70 врста мозасаура. Најмањи се звао karinodens. Био је дугачак 3 m и живео је на морском дну, гдје се хранио мекушцима и морским јежевима. Највећи се звао mozasaur hofmani који је достизао дужину од 15 m. Мozasaur hofmani је имао јаку лобању и дуге чељусти, пуне снажних зуба којима је могао да загризе и смрви плијен. Вјероватно је хватао рибе и сипе, али су се многи хранили амонитима- подсјећају на сипе, али имају чврсту љуштуру.